# Победници светских првенстава у атлетици на отвореном — 200 метара
Дисциплина трчања на 200 метара у мушкој конкуренцији налази се у програму светских првенстава у атлетици од 1. Светског првенства 1983. у Хелсинкију.
Највише успеха у појединачној конкуренцији имао је Јамајчанин Јусеин Болт са четири златне медаље и једном сребрном. Он држи и рекорд светских првенстава са резултатом 19.19 (19 секунди, 19 стотинки), што је уједно и светски рекорд. Болт је овај резултат истрчао у финалу Светског првенства у Берлину 2009. године. У екипној конкуренцији доминирају Американци са 25 освојених медаља, од којих је 11 златних.
Освајачи медаља на светским првенствима и њихови резултати приказани су у следећој табели. Резултати освајача медаља су дати у формату секунде.стотинке.
| Светско првенство       |                                |                |                                |       |                                 |       |
| Хелсинки 1983. детаљи   | Келвин Смит Сједињене Државе   | 20.14 РСП      | Елиот Куо Сједињене Државе     | 20.41 | Пјетро Менеа Италија            | 20.51 |
| Рим 1987. детаљи        | Келвин Смит Сједињене Државе   | 20.16          | Жил Кенерв Француска           | 20.16 | Џон Риџис Велика Британија      | 20.18 |
| Токио 1991. детаљи      | Мајкл Џонсон Сједињене Државе  | 20.01 РСП      | Френки Фредерикс Намибија      | 20.34 | Етли Мејхорн Канада             | 20.49 |
| Штутгарт 1993. детаљи   | Френки Фредерикс Намибија      | 19.85 РСП      | Џон Риџис Велика Британија     | 19.94 | Карл Луис Сједињене Државе      | 19.99 |
| Гетеборг 1995. детаљи   | Мајкл Џонсон Сједињене Државе  | 19.79 РСП      | Френки Фредерикс Намибија      | 20.12 | Џеф Вилијамс Сједињене Државе   | 20.18 |
| Атина 1997. детаљи      | Ато Болдон Тринидад и Тобаго   | 20.03          | Френки Фредерикс Намибија      | 20.23 | Клаудинеј да Силва Бразил       | 20.26 |
| Севиља 1999. детаљи     | Морис Грин Сједињене Државе    | 19.90          | Клаудинеј да Силва Бразил      | 20.00 | Френсис Обиквелу Нигерија       | 20.11 |
| Едмонтон 2001. детаљи   | Константинос Кентерис Грчка    | 20.04          | Кристофер Вилијамс Јамајка     | 20.20 | Ким Колинс Сент Китс и Невис    | 20.20 |
| Париз 2003. детаљи      | Џон Капел Сједињене Државе     | 20.30          | Дарвис Патон Сједињене Државе  | 20.31 | Шинего Суецугу Јапан            | 20.38 |
| Хелсинки 2005. детаљи   | Џастин Гетлин Сједињене Државе | 20.04          | Волас Спирмон Сједињене Државе | 20.20 | Џон Капел Сједињене Државе      | 20.31 |
| Осака 2007. детаљи      | Тајсон Геј Сједињене Државе    | 19.76          | Јусеин Болт Јамајка            | 19.91 | Волас Спирмон Сједињене Државе  | 20.05 |
| Берлин 2009. детаљи     | Јусеин Болт Јамајка            | 19.19 СР / РСП | Алонзо Едвард Панама           | 19.81 | Волас Спирмон Сједињене Државе  | 19.85 |
| Тегу 2011. детаљи       | Јусеин Болт Јамајка            | 19.40          | Волтер Дикс Сједињене Државе   | 19.70 | Кристоф Леметр Француска        | 19.80 |
| Москва 2013. детаљи     | Јусеин Болт Јамајка            | 19.66          | Ворен Вир Јамајка              | 19.79 | Куртис Мичел Сједињене Државе   | 20.04 |
| Пекинг 2015. детаљи     | Јусеин Болт Јамајка            | 19.55          | Џастин Гетлин Сједињене Државе | 19.74 | Анасо Џободвана Јужна Африка    | 19.87 |
| Лондон 2017. детаљи     | Рамил Гулијев Турска           | 20.09          | Вејд ван Никерк Јужна Африка   | 20.11 | Џерим Ричардс Тринидад и Тобаго | 20.11 |
| Доха 2019. детаљи       | Ноа Лајлс Сједињене Државе     | 19.83          | Андре де Грас Канада           | 19.95 | Алекс Куињонез Еквадор          | 19.98 |
| Јуџин 2022. детаљи      | Ноа Лајлс Сједињене Државе     | 19.31          | Кени Беднарек Сједињене Државе | 19.77 | Еријон Најтон Сједињене Државе  | 19.80 |
| Будимпешта 2023. детаљи | Ноа Лајлс Сједињене Државе     | 19.52          | Еријон Најтон Сједињене Државе | 19.75 | Летсиле Тебого Боцвана          | 19.81 |
| Токио 2025.             |                                |                |                                |       |                                 |       |

## Биланс медаља у трци на 200 метара
Стање после СП 2023.
|     | Земља             |    |    |    |    |
| --- | ----------------- | -- | -- | -- | -- |
| 1.  | Сједињене Државе  | 11 | 7  | 7  | 25 |
| 2.  | Јамајка           | 4  | 3  | -  | 7  |
| 3.  | Намибија          | 1  | 3  | -  | 4  |
| 4.  | Тринидад и Тобаго | 1  | -  | 1  | 2  |
| 5.  | Грчка             | 1  | -  | -  | 1  |
| 5.  | Турска            | 1  | -  | -  | 1  |
| 7.  | Француска         | -  | 1  | 1  | 2  |
| 7.  | Велика Британија  | -  | 1  | 1  | 2  |
| 7.  | Канада            | -  | 1  | 1  | 2  |
| 7.  | Бразил            | -  | 1  | 1  | 2  |
| 7.  | Јужна Африка      | -  | 1  | 1  | 2  |
| 12. | Панама            | -  | 1  | -  | 1  |
| 13. | Италија           | -  | -  | 1  | 1  |
| 13. | Нигерија          | -  | -  | 1  | 1  |
| 13. | Сент Китс и Невис | -  | -  | 1  | 1  |
| 13. | Јапан             | -  | -  | 1  | 1  |
| 13. | Еквадор           | -  | -  | 1  | 1  |
| 13. | Боцвана           | -  | -  | 1  | 1  |
|     | Укупно 18 земаља  | 19 | 19 | 19 | 57 |